# عقيرباء كارباتية
عقيرباء كارباتية (الاسم العلمي: Euscorpius carpathicus) هي نوع من العنكبوتيات يتبع جنس العقيرباء من الفصيلة العقيربية.
سمي هذا النوع نسبةً إلى جبال الكاربات.